# Liste der politischen Parteien in Nigeria
Diese Liste behandelt die politischen Parteien und Allianzen in der Bundesrepublik Nigeria. Zurzeit sind insgesamt 7 Parteien im Nigerianischen Parlament vertreten, welches aus zwei Kammern besteht: dem Senat und dem Repräsentantenhaus. Stärkste Partei in beiden Kammern ist aktuell die sozialdemokratische All Progressives Congress.

## Bestehende Parteien

### Parteien mit Sitzen im Parlament
- All Progressives Congress (APC)
- People’s Democratic Party (PDP)
- All Progressives Grand Alliance (APGA)
- Nigerian People’s Party (NPP)
- Labour Party (LP)
- African Democratic Congress (ADC)
- People’s Redemption Party

### Außerparlamentarische Parteien
- Advanced Congress of Democrats (ACD)
- Communist Party of Nigeria (CPN)
- Fresh Democratic Party (FDP)
- People’s Salvation Party (PSP)

- Socialist Party of Nigeria (SPN)

## Aufgelöste Parteien

### IV. Republik
- All People’s Party (APP)
- Committee for National Consensus (CNC)
- Democratic Party of Nigeria (DPN)
- Grassroots Democratic Movement (GDM)
- National Centre Party of Nigeria (NCPN)
- United Nigeria Congress Party (UNCP)

### Übergangsregierung
- National Republican Convention (NRC)
- Social Democratic Party (SDP)

### II. Republik
- Greater Nigerian People’s Party (GNPP)
- National Party of Nigeria (NPN)
- Nigeria Advance Party (NAP)
- Nigerian People’s Party (NPP)
- People’s Redemption Party (PRP)
- Unity Party of Nigeria (UPN)

### Kolonialzeit und I. Republik
- Action Group (AG)
- Borno Youth Movement (BYM)
- Democratic Party of Nigeria and Cameroon (DPNC)
- Dynamic Party (DP)
- Igala Union (IU)
- Igbira Tribal Union (ITU)
- Kano People’s Party (KPP)
- Lagos State United Front (LSUF)
- Mabolaje Grand Alliance (MGA)
- Midwest Democratic Front (MDF)
- National Council of Nigeria and the Cameroons (NCNC)
- Niger Delta Congress (NDC)
- Nigerian National Alliance (NNA), Allianz aus NPC und NNDP
- Nigerian National Democratic Party (NNDP)
- Nigerian Youth Movement
- Northern Elements Progressive Union (NEPU)
- Northern People’s Congress (NPC), Sieger der Wahl 1959, siehe auch Abubakar Tafawa Balewa
- Northern Progressive Front (NPF)
- Republican Party (RP)
- United Middle Belt Congress (UMBC)
- United National Independence Party (UNIP)
- United People’s Party (UPP)
- United Progressive Grand Alliance (UPGA), Allianz aus AG, NCNC und NEPU
- Zamfara Commoners Party (ZCP)